# Sławomir Mielcarek
Sławomir Wawrzyn Mielcarek (ur. 7 sierpnia 1957 w Kórniku) – polski fizyk, doktor habilitowany nauk fizycznych, specjalizuje się w fizyce doświadczalnej ciała stałego (m.in. przemiany fazowe ferroelastyków), nauczyciel akademicki Uniwersytetu im. Adama Mickiewicza w Poznaniu.

## Życiorys
Studia z fizyki ukończył na poznańskim UAM w 1981, gdzie następnie został zatrudniony i zdobywał kolejne awanse akademickie. Stopień doktorski uzyskał w 1985 na podstawie pracy pt. Wpływ domieszek amidu kwasu halogenooctowego na własności dielektryczne kryształów TGS (promotorem była prof. Jadwiga Stankowska).
Habilitował się w 2001 na podstawie oceny dorobku naukowego i rozprawy o tytule Spektroskopia Brillouina fononów powierzchniowych w kryształach ferroelastycznych. Odbył też szereg zagranicznych wizyt naukowych, m.in. w rosyjskim Joint Institute for Nuclear Research w Dubnej, w niemieckim Uniwersytecie Kraju Saary, Uniwersytecie Christiana-Albrechta w Kilonii oraz Forschungszentrum Jülich.
Pracuje jako profesor nadzwyczajny w Zakładzie Fizyki Kryształów Wydziału Fizyki UAM. Na macierzystym wydziale prowadzi zajęcia m.in. z fizyki nośników informacji. Jest członkiem Polskiego Towarzystwa Fizycznego.
Swoje prace publikował m.in. w "Acta Physica Polonica", "Ferroelectrics" oraz " Physical Review B".